# Cyphon hiekei
Cyphon hiekei es una especie de coleóptero de la familia Scirtidae.

## Distribución geográfica
Habita en Filipinas.